# Sledda
Sledd o Sledda va ser rei d'Essex compreses en dates aproximades del 587 al 604. Hi ha molt poca informació sobre ell.
Hi ha una llista genealògica dels reis d'Essex, arxivada amb el nom MS 23211 en la Biblioteca Britànica, probablement feta a finals del segle ix, on surt el seu nom com a segon rei d'aquell país, fill d'Æscwine. Els cronistes posteriors a la conquesta normanda d'Anglaterra, Henry de Huntingdon i Roger de Wendover, van substituir el nom del seu pare pel d'Eorcenwine (Erkenwine, Erchenwine). Encara que les seves obres les van escriure segles després de l'existència d'aquest rei, podria ser que s'haguessin basat en una documentació anterior que avui dia no coneixem.
Encara que en algunes genealogies Æscwine és esmentat com el primer rei d'Essex, en d'altres el primer és Sledd, aquestes són les escrites per Guillem de Malmesbury i John de Worcester (Chronicon B). Roger de Wendover i Mateu de París, sense dir en quina font d'informació es basen, afirmen que Sledd va succeir el seu pare quan aquest va morir l'any 587.
Sledd es va casar amb Ricula, germana d'Etelbert de Kent, que llavors era el rei bretwalda entre els anglosaxons. Va ser pare de Sæberht, que va començar a governar vers l'any 604, i d'un altre fill anomenat Seaxa, els descendents del qual van prendre el lloc dels de Sæberht al segle viii. Seaxa podria ser el Seaxbald que va ser el pare del rei Swithhelm, del qual es desconeix la seva ascendència, però la historiadora Yorke ho creu poc probable, perquè cronològicament aquests personatges no encaixen bé.